# Dia Mundial contra o Tráfico de Pessoas
O Dia Mundial contra o Tráfico de Pessoas é um dia comemorado em 30 de julho desde 2014, instituído em 2013 pela Assembleia Geral das Nações Unidas.

## Proclamação
O Dia Mundial contra o Tráfico de Pessoas foi proclamado em 18 de dezembro de 2013 pela Assembleia Geral das Nações Unidas. Adotado pelos Estados-membros, visa aumentar a conscientização sobre a situação das vítimas de tráfico humano e promover e proteger seus direitos.

## Celebração
A data é comemorada todos os anos em 30 de julho. A primeira celebração ocorreu em 2014 e, desde então, tem sido comemorada anualmente. A cada ano, ela se concentra em diferentes aspectos relacionados ao tráfico de pessoas, destacando a importância da prevenção, da identificação e do apoio às vítimas e da luta contra a impunidade dos traficantes.

## Temas
- 2014: Primeira Celebração[3]
- 2015: Sem tema[4]
- 2016: Tenha um coração para as vítimas do tráfico humano[5]
- 2017: Proteger e auxiliar as pessoas traficadas[6]
- 2018: Destacando o combate ao tráfico de crianças na África do Sul[7]
- 2019: Um chamado para “Agir agora”[8]
- 2020: Foco nos primeiros socorristas[9]
- 2021: As vozes das vítimas marcam o caminho[10][11]
- 2022: Prevenir, Proteger e Perseguir[12]
- 2023: Chegar a todas as vítimas do tráfico, sem deixar ninguém para trás[13]
- 2024: Não deixar nenhuma criança para trás na luta contra o tráfico de pessoas[14]